# Tony Newton (baron Newton de Braintree)
Antony Harold Newton, né le 29 août 1937 à Harwich et décédé le 25 mars 2012, baron Newton de Braintree, est un homme politique britannique, membre du parti conservateur. 

## Biographie
Membre du Parlement de 1974 à 1997, il a été dans le gouvernement Thatcher puis Major secrétaire à la Sécurité sociale (1989–1992), puis leader de la Chambre des communes et Lord Président du Conseil de 1992 à 1997.
En 1997, il est créé pair à vie dans la pairie du Royaume-Uni en tant que baron Newton de Braintree, ce qui lui permet de siéger à la Chambre des lords.